# Cartilage corniculé

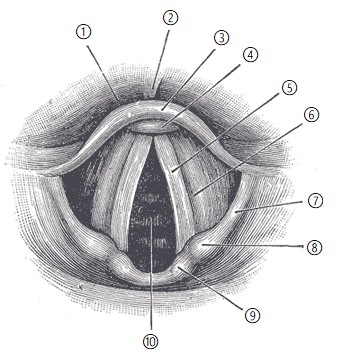
Vue laryngoscopique des cordes vocales : 1 Vallécule - 2 Repli glosso-épiglottique médian - 3 Épiglotte - 4 Tubercule de l'épiglotte - 5 Corde vocale - 6 Pli vestibulaire - 7 Repli ary-épiglottique - 8 Cartilage cunéiforme - 9 Cartilage corniculé - 10 Trachée

Les cartilages corniculés (ou cartilages de Santorini), sont de petits cartilages pairs du larynx. Ils se situent sur l'apex des cartilages aryténoides. Ils donnent l'insertion aux muscles vocaux.